# Estela de la fam
 L'Estela de la fam, descoberta al 1889, és una inscripció que es troba a Sehel, al Nil, a prop d'Assuan, que parla d'un període de set anys de fam durant el regnat de Djoser (Dinastia III).

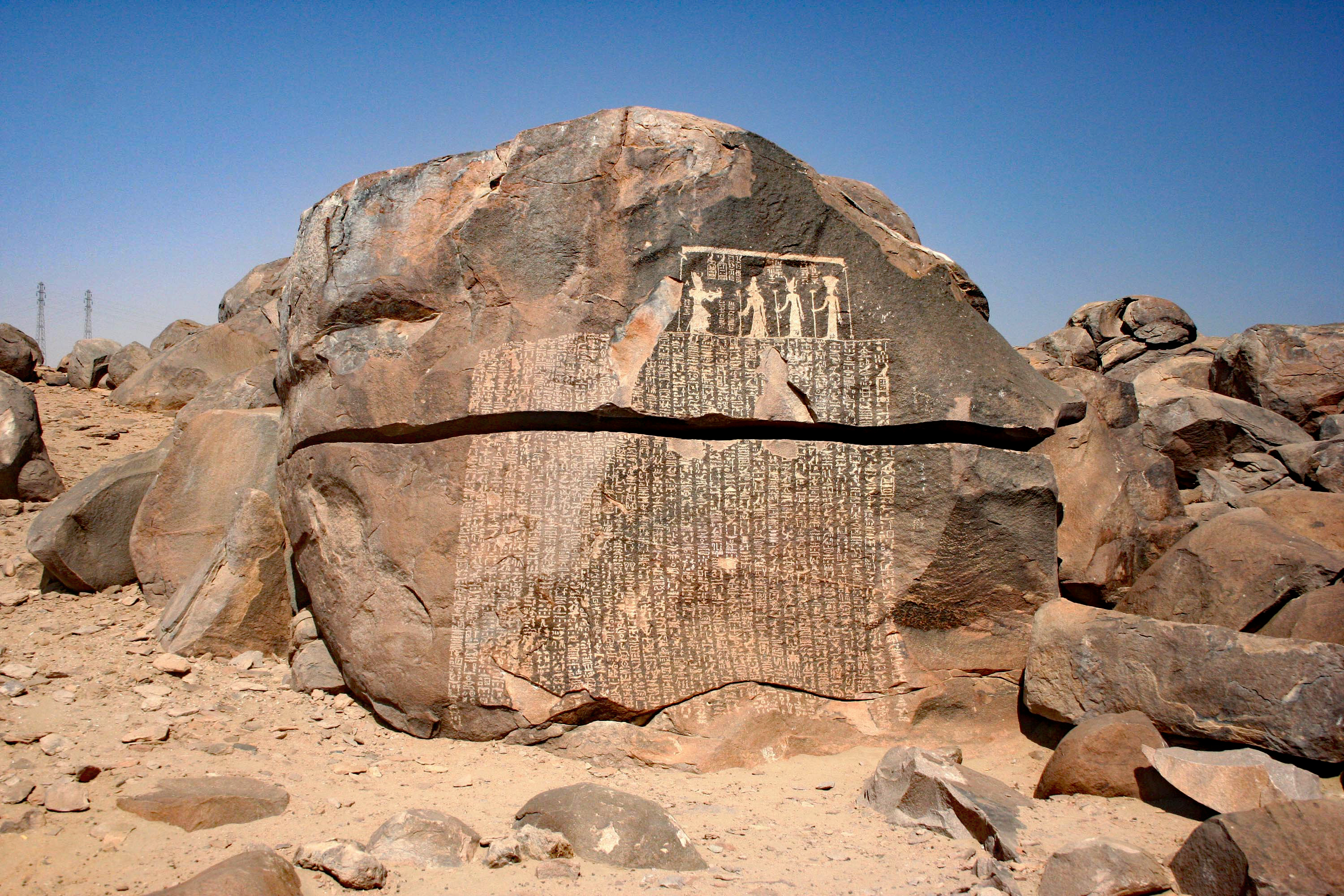
Vista general de l'estela

## Contingut

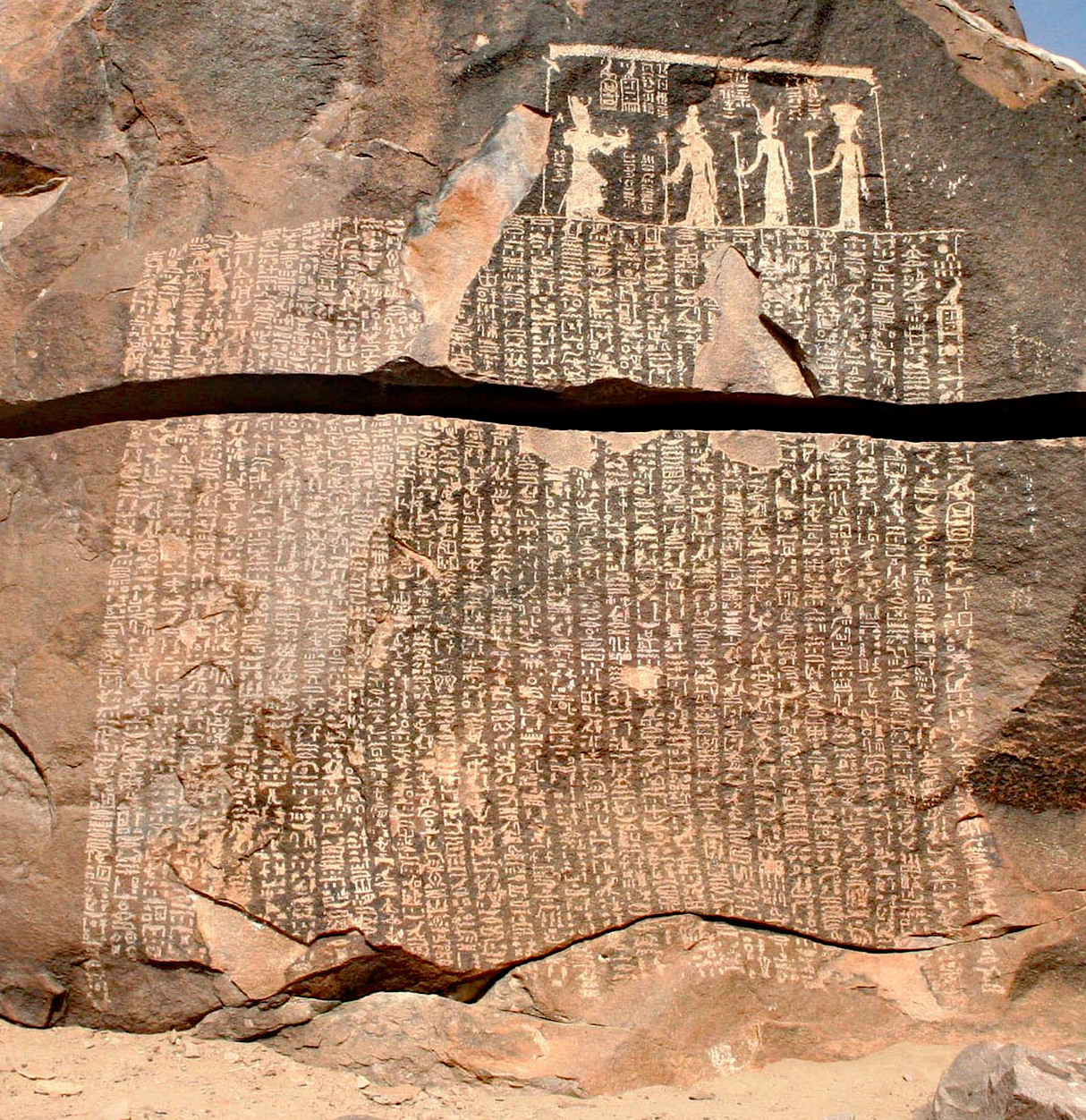
Estela de fam, que descriu com el rei ofereix terres a Cnum per posar fi a la fam. A dalt, Djoser (esquerra) s'enfronta a tres déus: Cnum, Satis i Anucis

L'Estela de la fam inclou un text de 32 columnes gravades a la cara est d'una de les roques superiors a l'extrem sud de Sehel.
El text descriu com el rei està enfadat i preocupat, com la terra d'Egipte es troba en una sequera de set anys, durant els quals el Nil no ha negat les terres properes. Djoser demana ajuda als sacerdots del seu ministre Imhotep. Decideixen investigar els arxius del temple de Tot a Hermúpolis Magna. Un sacerdot informa al rei que la riuada del Nil està controlada pel "Senyor de les fonts del Nil», Cnum a l'illa Elefantina, al sud de la vall: el déu Cnum està enrabiat, i per això no permet que les aigües del Nil flueixen com sempre. Djoser ordena que se li duguen ofrenes per intentar calmar el déu. A la nit següent, el rei té un somni en què veu Cnum, que promet posar fi a la fam. Aleshores, el rei emet un decret que atorga al Temple de Cnum a Elefantina la regió entre Assuan i Takomps amb totes les seues riqueses, així com una part de totes les importacions de Núbia.
Aquesta història s'assembla a la de Josep (fill de Jacob) de la Bíblia, que interpreta set anys de sequera del somni del faraó.

### Fragment del text
"Així que vaig voler mirar cap enrere al passat i vaig preguntar a un home del personal de l'Ibis, el lector-sacerdot en cap, Imhotep. "On comença el Nil? ", li vaig preguntar, "quin déu hi reposa perquè em puga ajudar?" (Imhotep va respondre:) "Hi ha una ciutat enmig de l'aigua; el Nil l'envolta. Es diu Elefantina; Cnum és allà, com un déu."... (Traducció de Paul Barguet.). "L'any 18 de l'Horus Netjerikhet, el rei de l'Alt i Baix Egipte, Netjerikhet, El de les Dues Mestres Netjerikhet, l'Horus daurat Djoser (parla:) "Estava en aflicció al meu gran tron, i els que eren al palau estaven tristos. El meu cor tenia un dolor molt gran, perquè el Nil no havia arribat a temps durant un període de set anys. El gra escassejava, les llavors s'assecaven, tot el que hi havia per menjar era en escàs"...

## Datació
L'Estela de la fam degué ser tallada durant el període ptolemaic (segurament durant el regnat de Ptolemeu V Epífanes); relata, però, fets que daten de l'època de Djoser de la Dinastia III. Alguns egiptòlegs pensen que és de veritat un decret emés pel Djoser real, i altres pensen que és una ficció. La inscripció fins i tot arribà a ser considerada una falsificació, comesa en aquella època pel clergat de Cnum per assegurar-se els ingressos, fent referència a un rei de l'alba dels temps.
Encara que aquesta estela continue sent una font dubtosa per als fets del segle XXVII abans de la nostra era, ofereix un aclariment sobre Djoser: el rei és anomenat no sols pel nom conegut de les llistes reials, sinó també pel seu nom d'Horus, Netjerikhet, que permet connectar amb Djoser els monuments inscrits només al nom de Netjerikhet.

## Descobriment i traduccions
La inscripció, la va descobrir l'any 1889 Charles Edwin Wilbour.
L'estela va ser traduïda per:
- Heinrich Karl Brugsch en la seua obra Die biblischen sieben Jahre der Hungersnoth (1891)
- Willem Pleyte en els Informes de l'Acadèmia de Ciències d'Amsterdam (1892, 3a sèrie, vol. III)
- Jacques de Morgan (1894)
- Kurt Heinrich Sethe (1901)
- Günther Roeder (1923)[4]
- Paul Barguet (1953)
- Miriam Lichtheim (1973)